# 南定市

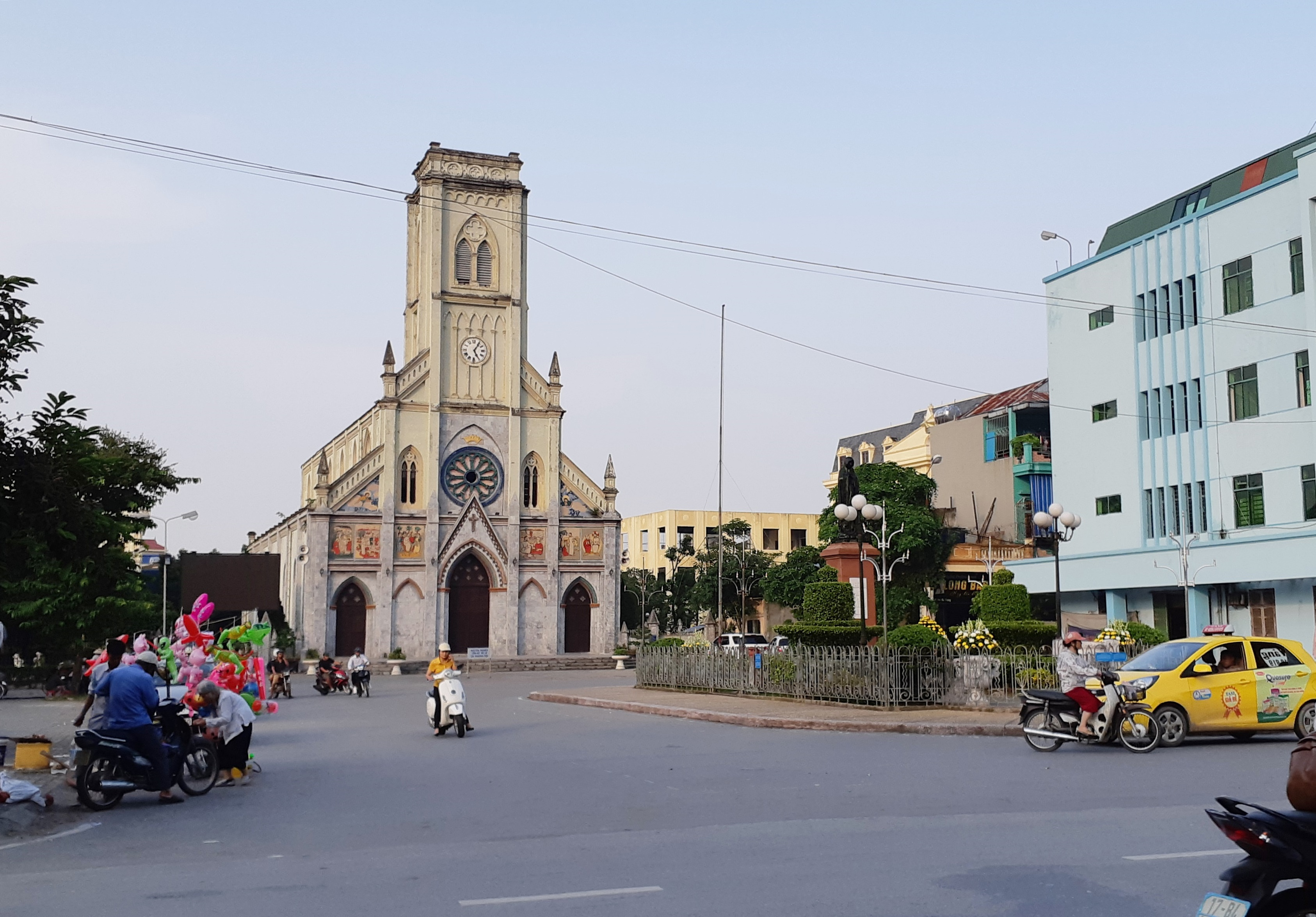
南定市中心广场和南定圣母无染原罪堂

南定市（越南语：／）是越南南定省省莅，位于越南首都河内市东南90公里。
南定是越南陈朝名将陈兴道的故乡，每年8月18日—20日有纪念其成功击退蒙古军队的节日活动。

## 地理
南定市南接南直县和务本县，东接太平省武舒县，西北接河南省平陆县和里仁县。

## 历史
阮朝时，南定市一带隶属南定省春长府美禄县。
法属时，殖民政府设立南定市。
1945年12月21日，北越政府以南定市为圻辖市，由北部行政委会直接管辖。
1946年1月21日，南定市暂时降为市社，后又恢复为区辖市。
1948年1月25日，越南政府将各战区合并为联区，战区抗战委员会改组为联区抗战兼行政委员会。第二战区、第三战区和第十一战区合并为第三联区，设立第三联区抗战兼行政委员会，南定市划归第三联区管辖。
1957年9月3日，南定市降为省辖市，划归南定省管辖，成为南定省莅。
1964年8月8日，南定市郊区禄安社、禄旺社、禄河社、禄和社、美舍社5社划归美禄县管辖。
1965年4月21日，河南省和南定省合并为南河省，南定市成为南河省莅。
1967年6月13日，南河省美禄县并入南定市。
1975年12月27日，南河省和宁平省合并为河南宁省，南定市成为河南宁省莅。
1977年4月27日，美盛社、美顺社、美进社、美城社、美河社、美胜社、美福社、美兴社、美中社9社划归平陆县管辖。
1984年1月12日，平陆县美福社、美中社2社划归南定市管辖。
1985年5月23日，陈登宁坊部分区域划归场试坊管辖，场试坊析置文庙坊；陈兴道坊和陈登宁坊2坊部分区域划归能静坊管辖，能静坊析置吴权坊；陈登宁坊、光中坊、陈兴道坊和阮攸坊4坊部分区域划归北门坊管辖，北门坊析置赵妪坊；阮攸坊部分区域分别划归陈兴道坊和潘廷逢坊管辖；潘廷逢坊部分区域分别划归陈兴道坊和渭川坊管辖；渭川坊析置渭黄坊；陈济昌坊析置下龙坊。
1991年12月26日，河南宁省恢复分设为南河省和宁平省，南定省区域划归南河省，南定市成为南河省莅。
1996年11月6日，南河省恢复分设为南定省和河南省，南定市成为南定省莅，平陆县美顺社、美进社、美河社、美盛社、美城社、美胜社、美兴社7社划归南定市管辖。
1997年1月2日，南宁县南丰社、南云社2社划归南定市管辖。
1997年2月26日，南定市以美中社、美兴社、美河社、美胜社、美盛社、美进社、美顺社、美城社、美新社、禄和社10社析置美禄县。
1997年9月6日，美禄县禄和社划归南定市管辖。
1998年9月24日，南定市被评定为二级城市。
2004年1月9日，禄旺社析置禄旺坊，禄下社析置禄下坊，禄旺社、禄下社2社剩余区域和光中坊、渭黄坊2坊部分区域合并为统一坊，南丰社和南云社析置南门坊，能静坊析置陈光启坊。
2011年11月28日，南定市被评定为一级城市。
2019年7月16日，禄和社改制为禄和坊，美舍社改制为美舍坊。
2024年5月5日，南定市和周边都市区整体被评定为二级城市。
2024年7月23日，越南国会常务委员会通过决议，自2024年9月1日起，美禄县并入南定市；南丰社改制为南丰坊，南云社改制为南云坊，美兴社和美禄市镇合并为兴禄坊，禄安社和文庙坊并入场试坊，下龙坊和统一坊并入光中坊，陈济昌坊和渭黄坊并入渭川坊，潘廷逢坊和阮攸坊并入陈兴道坊，吴权坊和陈光启坊并入能静坊，赵妪坊和陈登宁坊并入北门坊，美城社、美盛社和美进社合并为美禄社。

## 行政区划
南定市下辖14坊7社，市人民委员会位于北门坊。
- 北门坊（Phường Cửa Bắc）
- 南门坊（Phường Cửa Nam）
- 兴禄坊（Phường Hưng Lộc）
- 禄下坊（Phường Lộc Hạ）
- 禄和坊（Phường Lộc Hòa）
- 禄旺坊（Phường Lộc Vượng）
- 美舍坊（Phường Mỹ Xá）
- 南丰坊（Phường Nam Phong）
- 南云坊（Phường Nam Vân）
- 能静坊（Phường Năng Tĩnh）
- 光中坊（Phường Quang Trung）
- 陈兴道坊（Phường Trần Hưng Đạo）
- 场试坊（Phường Trường Thi）
- 渭川坊（Phường Vị Xuyên）
- 美河社（Xã Mỹ Hà）
- 美禄社（Xã Mỹ Lộc）
- 美福社（Xã Mỹ Phúc）
- 美新社（Xã Mỹ Tân）
- 美胜社（Xã Mỹ Thắng）
- 美顺社（Xã Mỹ Thuận）
- 美中社（Xã Mỹ Trung）

## 交通
- 越南鐵路
  - 南北線：南定站